# Parc de sculptures de Jing'an

Le parc de sculpture de Jing'an, ou parc de sculpture de Jingan,, (chinois simplifié : 静安雕塑公园 ; chinois traditionnel : 靜安雕塑公園 ; pinyin : Jìng'ān diāosù gōngyuán) est un parc de sculpture dans le district de Jing'an de Shanghai, en Chine,. 
Le parc s'étend jusqu'à Chengdu North Road à l'est, Beijing West Road au sud, Shimen 2nd Road à l'ouest et Shanhaiguan Road au nord. 
Le parc couvre une superficie d'environ 65 000 m2, il inclut le musée d'histoire naturelle de Shanghaï, et est situé proche de la place du peuple (人民广场), de la rue de Nankin (南京西路), et de la rivière suzhou (吴淞江). 

## Historique
Sur la zone occupée actuellement par le parc, il y avait auparavant des immeubles d'habitations qui ont été rasés pour faire place au parc.
Le parc a été construit en plusieurs phases. 
Les travaux de la phase 1, de 30 000 mètres carrés, ont débuté en octobre 2007, et se sont achevés en 2008.
La deuxième phase du parc a été achevée en avril 2010.
En avril 2015 le musée d'histoire naturelle de Shanghaï se trouvant dans le parc a été officiellement ouvert au public.

## Transport
- Métro ligne 1 - Route Xinzha
- Métro ligne 13 - Musée de la nature

- Bus: 36, 109, 869, 952B, 974

## Heures d'ouverture
- 1eroctobre au 30 avril de l'année suivante de 6h00 à 20h30
- 1er mai au 30 septembre de 17h00 à 21h00

## Sculputures
- Couleurs du bonheur
- Élémental Spring: Harmony
- Couleurs volantes
- Girouette Monumentale
- Cheval
- Grand perroquet hurle la couleur
- Puissance musicale
- Cache-cache d'autruche
- Balise rouge
- Renard urbain

## Voir également
- Musée d'histoire naturelle de Shanghaï